# Chansons de là où l'œil se pose
Albums de Juliette
J'aime pas la chanson
(2018)
Chansons de là où l'œil se pose est le dixième album studio de Juliette, paru le 24 février 2023. L'album bénéficie de critiques très positives de la part des consommateurs. 
Il contient douze chansons, dont une reprise de Jacques Brel (Regarde bien petit), et deux réinterprétations de chansons déjà présentes dans des albums précédents (Lames et La lueur dans l'œil). Trois autres chansons figurant sur l'album étaient auparavant sorties en single — elles sont signalées par une astérisque dans la liste ci-dessous. Les titres évoquent des sujets légers (la difficulté à enfiler une couette dans une housse, une balade estivale en deux-chevaux) ou plus pesants (le harcèlement scolaire, la perte d'un être cher). 

## Chansons
| 1.    | La housse et la couette* | 4:18 |
| 2.    | Le seigneur des mouches* | 3:52 |
| 3.    | Escaliers                | 4:18 |
| 4.    | La Perruque              | 4:24 |
| 5.    | Lames                    | 3:33 |
| 6.    | La lueur dans l'œil      | 3:38 |
| 7.    | Poivrons                 | 4:05 |
| 8.    | Litanies du diable       | 5:13 |
| 9.    | La madone des clébards   | 4:17 |
| 10.   | Dans le marc de café     | 4:12 |
| 11.   | Deux chevaux*            | 4:02 |
| 12.   | Regarde bien, petit      | 5:45 |
| 50:00 |                          |      |